# Copa Intertoto 1971
La Copa Intertoto 1971 fue la undécima edición de este torneo de fútbol a nivel de clubes de Europa. Participaron 28 equipos de 7 países.
No hubo campeón definido en el torneo, pero el que mostró un mejor nivel fue el Stal Mielec de Polonia.

## Fase de grupos
Los 28 clubes fueron distribuidos en 7 grupos de 4 equipos mediante un sorteo.

### Grupo 1
| Club            | PG | PE | PP | GF | GC | Pts. |
| --------------- | -- | -- | -- | -- | -- | ---- |
| Hertha Berlin   | 5  | 0  | 1  | 16 | 7  | 10   |
| Zürich          | 4  | 1  | 1  | 13 | 8  | 9    |
| Jednota Trenčín | 2  | 1  | 3  | 9  | 7  | 5    |
| AB              | 0  | 0  | 6  | 4  | 20 | 0    |

|     | HER | ZUR | JED | ABK |
| --- | --- | --- | --- | --- |
| HER |     | 3-2 | 2-1 | 4-0 |
| ZUR | 3-2 |     | 1-0 | 2-1 |
| JED | 0-2 | 1-1 |     | 4-0 |
| ABK | 1-3 | 1-4 | 1-3 |     |

### Grupo 2
| Club          | PG | PE | PP | GF | GC | Pts. |
| ------------- | -- | -- | -- | -- | -- | ---- |
| Stal Mielec   | 6  | 0  | 0  | 15 | 3  | 12   |
| Tatran Prešov | 3  | 1  | 2  | 12 | 8  | 7    |
| Elfsborg      | 2  | 0  | 4  | 10 | 11 | 4    |
| Vejle         | 0  | 1  | 5  | 5  | 20 | 1    |

|     | STA | TAT | ELS | VEJ |
| --- | --- | --- | --- | --- |
| STA |     | 3-0 | 4-0 | 3-1 |
| TAT | 0-1 |     | 3-0 | 5-1 |
| ELF | 0-1 | 2-3 |     | 4-0 |
| VEJ | 2-3 | 1-1 | 0-4 |     |

### Grupo 3
| Club             | PG | PE | PP | GF | GC | Pts. |
| ---------------- | -- | -- | -- | -- | -- | ---- |
| Servette         | 3  | 2  | 1  | 13 | 4  | 8    |
| Szombierki Bytom | 3  | 1  | 2  | 13 | 7  | 7    |
| LASK Linz        | 1  | 3  | 2  | 8  | 16 | 5    |
| B 1903           | 1  | 2  | 3  | 4  | 11 | 5    |

|      | SER | SZO | LIN | 1903 |
| ---- | --- | --- | --- | ---- |
| SER  |     | 2-0 | 7-0 | 0-1  |
| SZO  | 0-1 |     | 4-1 | 3-0  |
| LIN  | 2-2 | 2-2 |     | 0-0  |
| 1903 | 1-1 | 1-4 | 1-3 |      |

### Grupo 4
| Club           | PG | PE | PP | GF | GC | Pts. |
| -------------- | -- | -- | -- | -- | -- | ---- |
| Třinec         | 5  | 0  | 1  | 16 | 4  | 10   |
| Austria Vienna | 3  | 0  | 3  | 14 | 12 | 6    |
| Hvidovre       | 2  | 1  | 3  | 11 | 16 | 5    |
| Kaiserslautern | 1  | 1  | 4  | 8  | 7  | 3    |

|     | TRI | AUS | HVI | KAI |
| --- | --- | --- | --- | --- |
| TRI |     | 1-0 | 7-0 | 3-0 |
| AUS | 3-1 |     | 4-1 | 3-4 |
| HVI | 0-1 | 4-2 |     | 4-0 |
| KAI | 1-3 | 1-2 | 2-2 |     |

### Grupo 5
| Club              | PG | PE | PP | GF | GC | Pts. |
| ----------------- | -- | -- | -- | -- | -- | ---- |
| Åtvidaberg        | 4  | 1  | 1  | 15 | 7  | 9    |
| ROW Rybnik        | 3  | 1  | 2  | 8  | 10 | 7    |
| Wacker Innsbruck  | 2  | 1  | 3  | 11 | 12 | 5    |
| Borussia Dortmund | 1  | 1  | 4  | 10 | 15 | 3    |

|     | ÅTV | ROW | INN | BOR |
| --- | --- | --- | --- | --- |
| ÅTV |     | 4-1 | 3-1 | 5-2 |
| ROW | 1-1 |     | 1-3 | 2-1 |
| INN | 1-2 | 0-1 |     | 3-2 |
| BOR | 1-0 | 1-2 | 3-3 |     |

### Grupo 6
| Club                   | PG | PE | PP | GF | GC | Pts. |
| ---------------------- | -- | -- | -- | -- | -- | ---- |
| Eintracht Braunschweig | 5  | 0  | 1  | 10 | 2  | 10   |
| Malmö FF               | 4  | 0  | 2  | 15 | 8  | 8    |
| Zagłębie Wałbrzych     | 2  | 0  | 4  | 3  | 8  | 4    |
| Young Boys             | 1  | 0  | 5  | 8  | 18 | 2    |

|     | BRA | MAL | ZAG | YOU |
| --- | --- | --- | --- | --- |
| BRA |     | 0-1 | 1-0 | 2-0 |
| MAL | 0-1 |     | 4-0 | 6-3 |
| ZAG | 0-1 | 2-0 |     | 1-0 |
| YOU | 1-5 | 2-4 | 2-0 |     |

### Grupo 7
| Club             | PG | PE | PP | GF | GC | Pts. |
| ---------------- | -- | -- | -- | -- | -- | ---- |
| Austria Salzburg | 5  | 1  | 0  | 16 | 3  | 11   |
| Djurgården       | 3  | 1  | 2  | 8  | 8  | 7    |
| Inter Bratislava | 2  | 0  | 4  | 17 | 16 | 4    |
| Grasshopper      | 1  | 0  | 5  | 7  | 21 | 2    |

|     | AUS | DJU | INT | GRA |
| --- | --- | --- | --- | --- |
| AUS |     | 1-1 | 2-0 | 3-0 |
| DJU | 0-3 |     | 2-3 | 1-0 |
| INT | 1-4 | 1-2 |     | 9-2 |
| GRA | 1-3 | 0-2 | 4-3 |     |